# Бас Гулен
Бас Гулен (фр. Basse-Goulaine) је насељено место у Француској у региону Лоара, у департману Атлантска Лоара.
По подацима из 2011. године у општини је живело 8168 становника, а густина насељености је износила 594,47 становника/km².

## Демографија
| 1962. | 1968. | 1975. | 1982. | 1990. | 2011. |
| ----- | ----- | ----- | ----- | ----- | ----- |
| 1.853 | 2.160 | 3.036 | 4.099 | 5.910 | 8.168 |